# Гйонц
Гйонц (угор. Gönc) — місто на північному сході Угорщини в медьє Боршод-Абауй-Земплен. Розташоване за сімдесят кілометрів від столиці медьє — міста Мішкольца. Населення — 2268 чоловік (2001).